# Adada
Ne doit pas être confondu avec Aadadah.
Pour plus de détails, voir Fiche technique et Distribution.
Adada (아다다) est un film sud-coréen réalisé par Im Kwon-taek, sorti en 1987. 
Le film est l'adaptation du roman du même nom de Kye Yong-mook.

## Synopsis
Adada est une jeune femme muette vivant dans un petit village de Corée dans les années 1920. Son nom vient du fait que les seules choses qu'elle prononce sont A-da-da. Elle est mariée de force à un homme pauvre.

## Fiche technique
- Titre original : 아다다
- Titre français : Adada
- Réalisation : Im Kwon-taek
- Scénario : Gye Yong-muk et Yoon Sam-yuk d'après Kye Yong-mook
- Pays d'origine :  Corée du Sud
- Format : Couleurs - 35 mm
- Genre : Film dramatique, Film d'action
- Durée : 118 minutes
- Dates de sortie : 
  -  Corée du Sud : 19 mars 1987

## Distribution
- Shin Hye-soo : Adada
- Han Ji-il : mari d'Adada
- Lee Geung-young : Charburner
- Park Woong : beau-père d'Adada
- Kim Ji-yeong : belle-mère d'Adada